# Attmar
Attmar est un kyrkbyn (sv) (village religieux), ancienne petite ville de la municipalité de Sundsvall en Suède.

## Géographie
Il se situe sur la côte ouest du lac Marmen. 

## Histoire

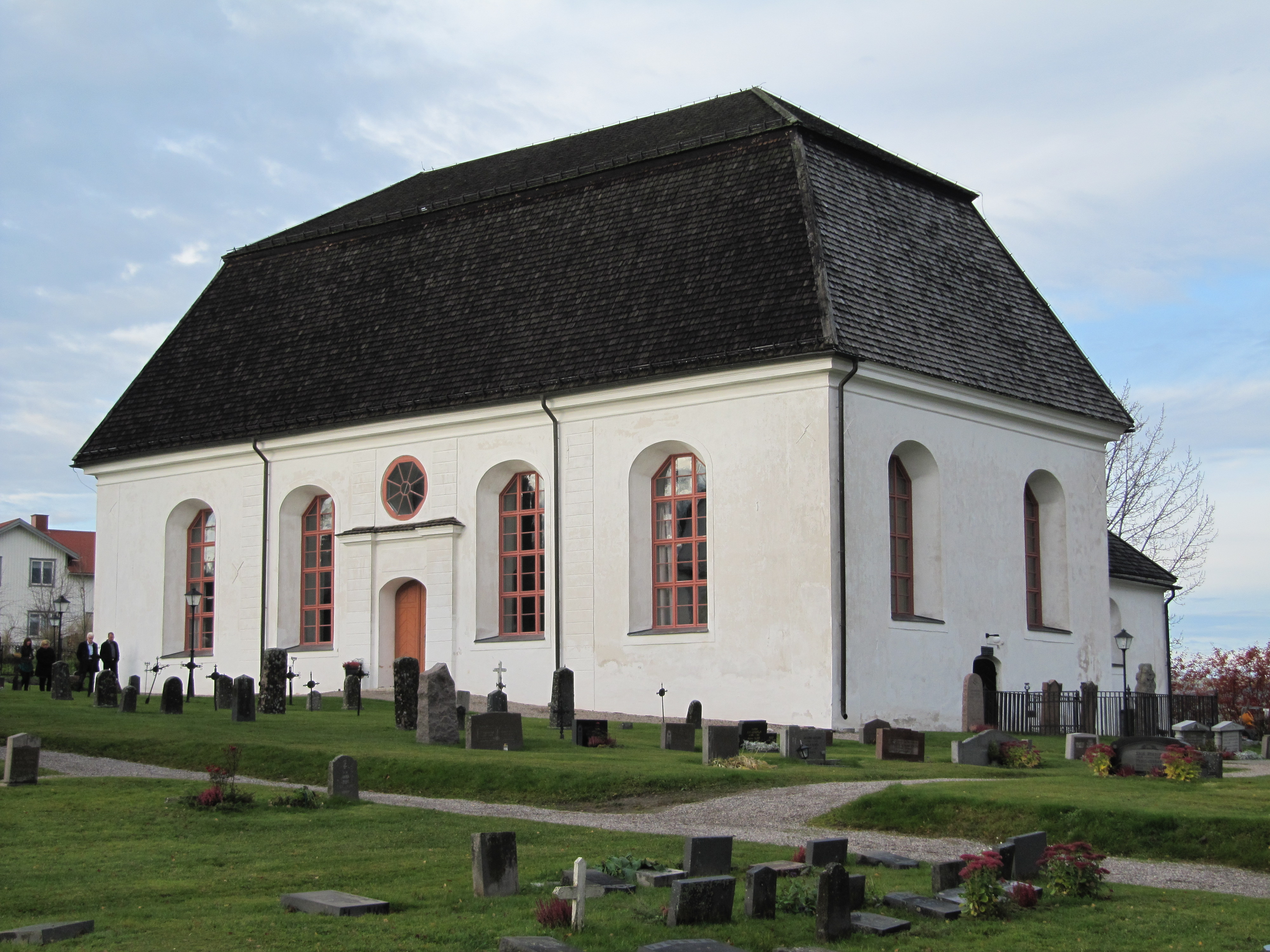
Église d'Attmar

Attmar a été incorporé en 2015 à Lucksta. 

## Personnalité
- Daniel Åslund (1826-1885),  géomètre, écrivain, peintre et dessinateur, y est né.